# Ilmari Unho
Kaino Ilmari Unho, född 22 oktober 1906 i Nystad, död 2 april 1961 i Björneborg, var en finländsk skådespelare, filmregissör, manusförfattare och teaterchef.
Unho inledde sin karriär som assistent vid Finlands nationalteater 1922 och anställdes vid teatern som skådespelare tre år senare. Han verkade som chef för teatern i Rovaniemi 1931–1932, som skådespelare och regissör vid teatern i Björneborg samt innehade liknande poster vid Viborgs stadsteater. Han filmdebuterade som skådespelare i Miehen kylkiluu 1937 och började två år senare att verka vid Suomi-Filmi, för vilket han regisserade 26 filmer fram till 1953. 1956 var han ledare för en turnerade skolteater och verkade fram till sin död som chef för Björneborgs teater. Han författade manus till 35 filmer, regisserade 26 och skådespelade i fyra.
Unho var gift med skådespelaren Kaisu Leppänen 1927–1933 och sedan med skådespelaren Salli Karuna från år 1935. Hans syster, Satu, var kontorist på Suomo-Filmi.

## Filmografi (som skådespelare)[4]
- Pohjalaisia, 1925
- Inför havets anlete, 1926
- Kajastus, 1930
- Yli rajan, 1942